# Bonnegarde
Bonnegarde (okzitanisch Bona Guarda) ist eine französische Gemeinde mit 255 Einwohnern (Stand: 1. Januar 2022) im Département Landes in der Region Nouvelle-Aquitaine (vor 2016 Aquitaine). Sie gehört zum Kanton Coteau de Chalosse im Arrondissement Dax.

## Geografie
Die Gemeinde Bonnegarde liegt an der Grenze zum Département Pyrénées-Atlantiques, etwa 34 Kilometer ostsüdöstlich von Dax am Luy de Béarn. Umgeben wird Bonnegarde von den Nachbargemeinden Amou im Westen und Norden, Nassiet im Norden und Nordosten, Marpaps im Osten, Sault-de-Navailles im Osten und Südosten, Sallespisse im Süden sowie Bonnut im Südwesten und Westen.

## Geschichte
Die Bastide von Bonnegarde wurde 1283 begründet. Die Gründung wird Eduard I. von England zugeschrieben.

## Bevölkerung
| Jahr                       | 1962 | 1968 | 1975 | 1982 | 1990 | 1999 | 2011 | 2021 |
| -------------------------- | ---- | ---- | ---- | ---- | ---- | ---- | ---- | ---- |
| Einwohner                  | 365  | 322  | 302  | 261  | 274  | 275  | 298  | 259  |
| Quellen: Cassini und INSEE |      |      |      |      |      |      |      |      |

## Sehenswürdigkeiten
- Kirche Saint-Pierre-ès-Liens aus dem 12. Jahrhundert

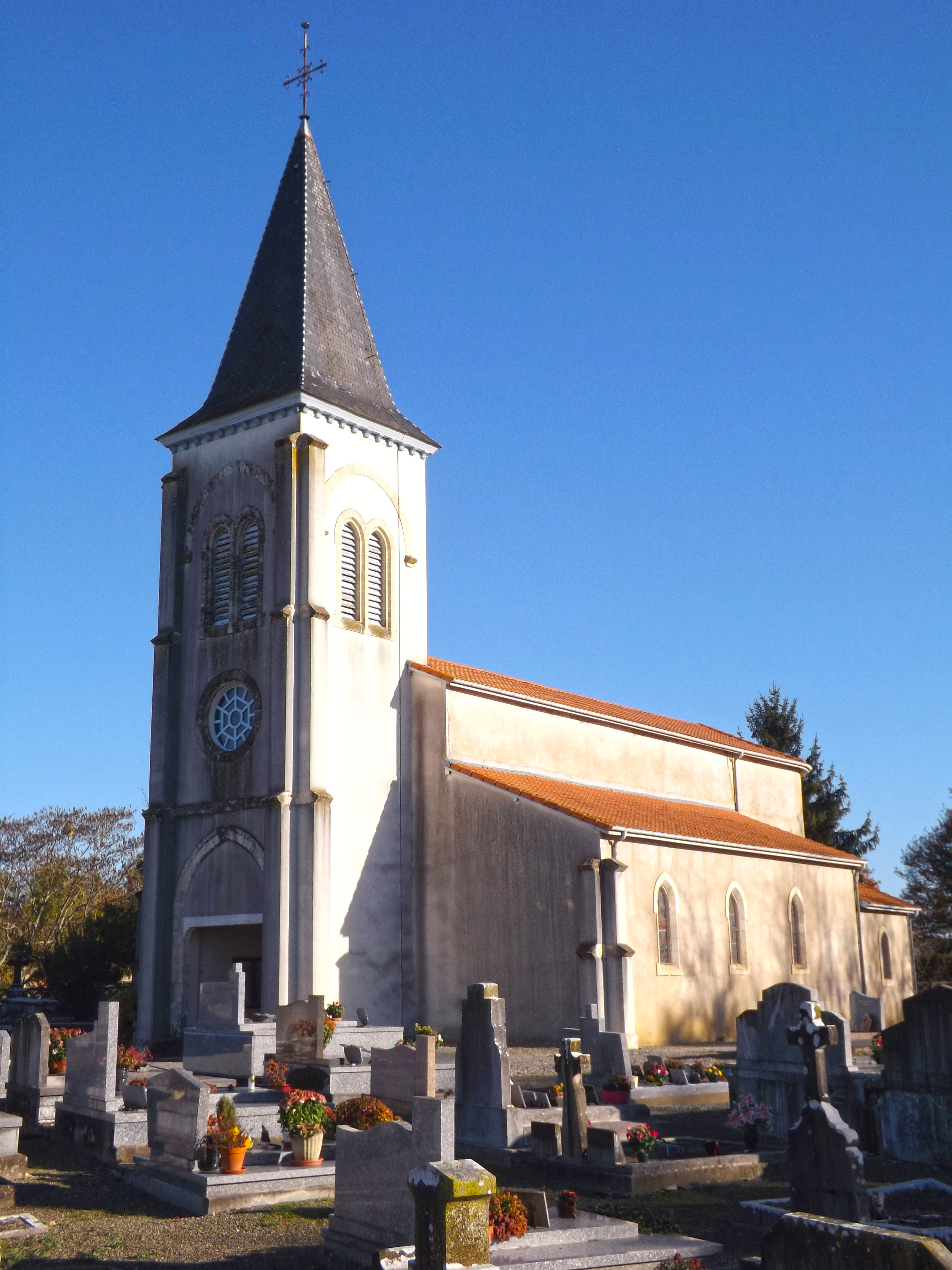
Kirche Saint-Pierre-ès-Liens

- Schloss Castéra